# Schöner Brunnen
Schöner Brunnen (z niem: Piękne źródło, Piękna studnia) - dawna studnia miejska w północnozachodnim narożniku Rynku Starego Miasta w Norymberdze, obok Ratusza. Jedna z najbardziej znanych i rozpoznawalnych atrakcji historycznych Norymbergi.
Została wybudowana w latach 1385–1396 przez Heinricha Beheima w postaci wysokiej na 19 m, późnogotyckiej ażurowej wieżycy z kamienia, z licznymi figurami (w tym Najświętszej Marii Panny, apostołów i proroków), a następnie otoczona kutym ogrodzeniem w formie kratowej. Podczas upływu wieków była kilkakrotnie przebudowywana i odnawiana, po raz ostatni w latach 1822–1824 przez rzeźbiarza J. C. Burgschmieta. Od 1912 r. jej miejsce zajmuje wierna kopia, wykonana z wapienia muszlowego i pomalowana w celu zabezpieczenia przed korozją oraz podkreślenia rozmaitości drobnych detali rzeźbiarskich. Pozostałości kamiennego oryginału (restaurowane w latach 1899–1903 przez Heinricha Walraffa) są przechowywane w Niemieckim Muzeum Narodowym w Norymberdze. Bombardowania alianckie pod koniec II wojny światowej konstrukcja ta przetrwała osłonięta betonowym sarkofagiem.

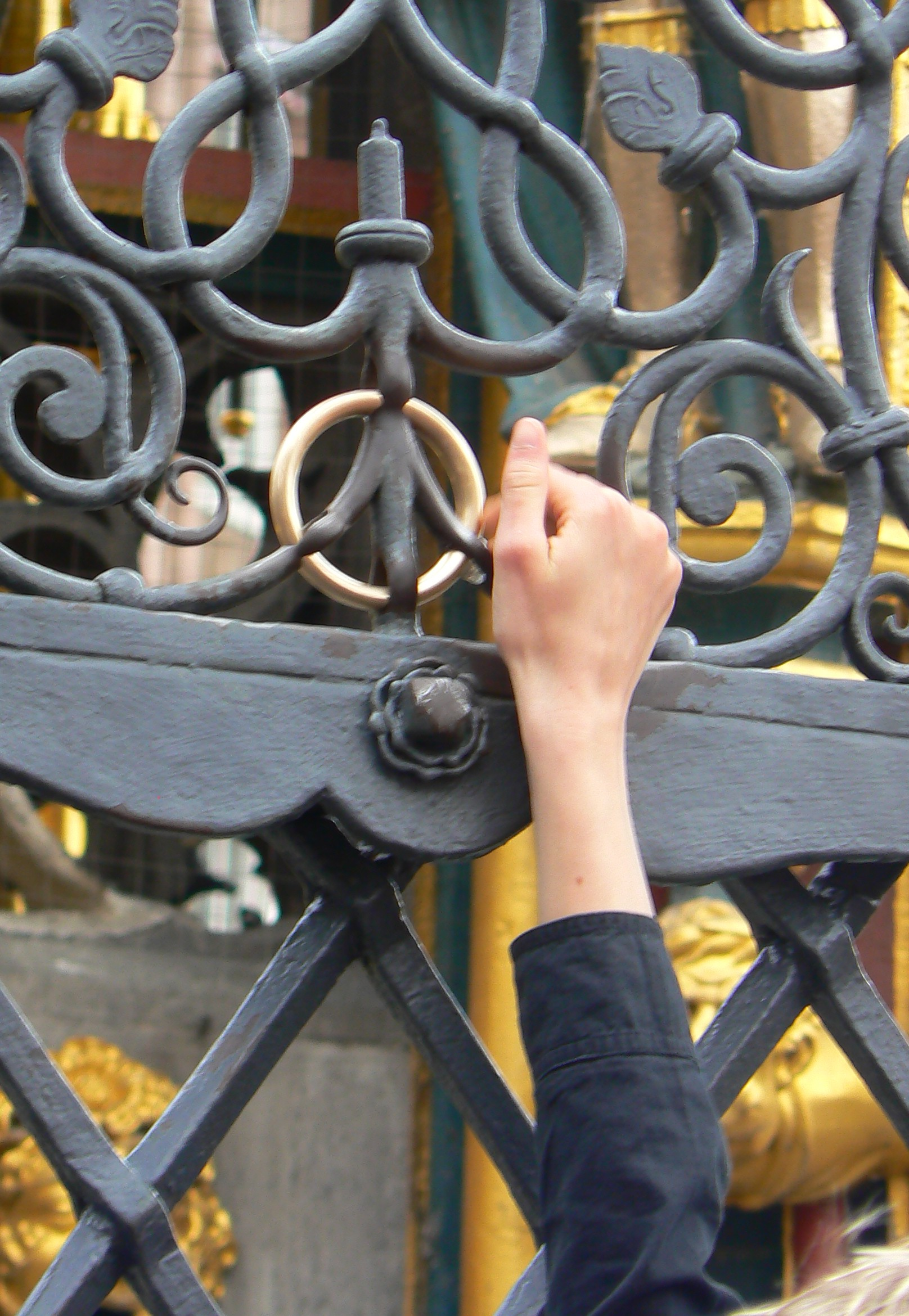
Mosiężny pierścień w kracie, 2007

Jeden z mosiężnych pierścieni w kracie otaczającej studnię jest ruchomy. Trzykrotne przekręcenie go w lewo według przesądu przynosi szczęście. Dlatego w szczycie sezonu turystycznego do tej studni ustawiają się długie kolejki chętnych.